# Teorema paralelogramului

Un paralelogram, laturile sunt albastre iar diagonalele roșii.

În matematică cea mai simplă formă a teoremei paralelogramului (numită și identitatea paralelogramului) aparține geometriei elementare. Afirmă că suma pătratelor lungimilor celor patru laturi ale unui paralelogram este egală cu suma pătratelor lungimilor celor două diagonale. Se notează laturile cu AB, BC, CD, DA. Întrucât în geometria euclidiană un paralelogram are în mod necesar laturile opuse egale, adică AB = CD și BC = DA, teorema poate fi enunțată prin următoarea egalitate de expresii algebrice
{\displaystyle 2AB^{2}+2BC^{2}=AC^{2}+BD^{2}}.
Dacă paralelogramul este un dreptunghi, cele două diagonale sunt de lungimi egale AC = BD, deci {\displaystyle 2AB^{2}+2BC^{2}=2AC^{2}}, iar afirmația se reduce la teorema lui Pitagora. Pentru patrulaterul general diagonalele nu sunt neapărat egale,
{\displaystyle AB^{2}+BC^{2}+CD^{2}+DA^{2}=AC^{2}+BD^{2}+4x^{2},}
unde {\displaystyle x} este lungimea segmentului care unește punctele de mijloc ale diagonalelor. Din diagramă se poate observa că pentru un paralelogram {\displaystyle x=0}, și astfel formula generală ia forma pentru paralelogram.

## Demonstrație
În paralelogramul de sus, fie AD = BC = a, AB = DC = b, {\displaystyle \angle BAD=\alpha .} Din teorema cosinusului în triunghiul {\displaystyle \triangle BAD,} se obține:
{\displaystyle a^{2}+b^{2}-2ab\cos(\alpha )=BD^{2}.}
într-un paralelogram, unghiurile adiacente sunt suplementare, deci {\displaystyle \angle ADC=180^{\circ }-\alpha .} Folosind teorema cosinusului în triunghiul {\displaystyle \triangle ADC,} se obține:
{\displaystyle a^{2}+b^{2}-2ab\cos(180^{\circ }-\alpha )=AC^{2}.}
Aplicând celor de mai sus identitatea trigonometrică privind cosinusurile unghiurilor suplementare {\displaystyle \cos(180^{\circ }-x)=-\cos x} se obține:
{\displaystyle a^{2}+b^{2}+2ab\cos(\alpha )=AC^{2}.}
Acum suma pătratelor {\displaystyle BD^{2}+AC^{2}} se poate exprima ca:
{\displaystyle BD^{2}+AC^{2}=a^{2}+b^{2}-2ab\cos(\alpha )+a^{2}+b^{2}+2ab\cos(\alpha ).}
După simplificări relația devine:
{\displaystyle BD^{2}+AC^{2}=2a^{2}+2b^{2}.}

## Teorema paralelogramului în spațiile prehilbertiene

Vectori în cazul teoremei paralelogramului

Într-un spațiu normat, enunțul teoremei paralelogramului este o ecuație în legătură cu normele:
{\displaystyle 2\|x\|^{2}+2\|y\|^{2}=\|x+y\|^{2}+\|x-y\|^{2}\quad {\text{ pentru toate }}x,y.}
Teorema paralelogramului este echivalentă cu afirmația aparent mai slabă:
{\displaystyle 2\|x\|^{2}+2\|y\|^{2}\leq \|x+y\|^{2}+\|x-y\|^{2}\quad {\text{ pentru toate }}x,y}
deoarece inegalitatea inversă se poate obține din ea prin substituirea {\displaystyle {\frac {1}{2}}\left(x+y\right)} pentru {\displaystyle x,} și {\displaystyle {\frac {1}{2}}\left(x-y\right)} pentru {\displaystyle y,} și apoi simplificând. Prin aceeași demonstrație, teorema paralelogramului este echivalentă și cu:
{\displaystyle \|x+y\|^{2}+\|x-y\|^{2}\leq 2\|x\|^{2}+2\|y\|^{2}\quad {\text{ pentru toți }}x,y.}
Într-un spațiu prehilbertian, norma este determinată prin produsul scalar:
{\displaystyle \|x\|^{2}=\langle x,x\rangle .}
Ca o consecință a acestei definiții, într-un spațiu prehilbertian teorema paralelogramului este o identitate algebrică, ușor de stabilit folosind proprietățile produsului scalar:
{\displaystyle \|x+y\|^{2}=\langle x+y,x+y\rangle =\langle x,x\rangle +\langle x,y\rangle +\langle y,x\rangle +\langle y,y\rangle ,}
{\displaystyle \|x-y\|^{2}=\langle x-y,x-y\rangle =\langle x,x\rangle -\langle x,y\rangle -\langle y,x\rangle +\langle y,y\rangle .}
Adunând aceste două expresii se obține:
{\displaystyle \|x+y\|^{2}+\|x-y\|^{2}=2\langle x,x\rangle +2\langle y,y\rangle =2\|x\|^{2}+2\|y\|^{2},}
ceea ce s-a cerut.
Dacă {\displaystyle x} este ortogonal cu {\displaystyle y,} înseamnă că {\displaystyle \langle x,\ y\rangle =0,} iar ecuația de mai sus pentru norma unei sume devine:
{\displaystyle \|x+y\|^{2}=\langle x,x\rangle +\langle x,y\rangle +\langle y,x\rangle +\langle y,y\rangle =\|x\|^{2}+\|y\|^{2},}
care este Teorema lui Pitagora.

## Spații prehilbertiene care satisfac teorema paralelogramului
Cele mai multe spații vectoriale normate reale și complexe nu au produse scalare, dar toate spațiile vectoriale normate au norme (prin definiție). De exemplu, o normă folosită în mod obișnuit pentru un vector {\displaystyle x=(x_{1},x_{2},\ldots ,x_{n})} în spațiul de coordonate reale {\displaystyle \mathbb {R} ^{n}} este p-norma:
{\displaystyle \|x\|_{p}=\left(|x_{1}|^{p}+|x_{2}|^{p}+\dotsb +|x_{n}|^{p}\right)^{1/p}.}
Fiind dată o normă, se pot evalua ambele părți ale teoremei paralelogramului de mai sus. Un fapt remarcabil este că, dacă teorema paralelogramului este valabilă, atunci norma trebuie să apară în mod obișnuit dintr-un produs scalar. În special, este valabil pentru o p-normă dacă și numai dacă p = 2, adică norma euclidiană sau norma standard.
Pentru orice normă care satisface teorema paralelogramului (care este în mod necesar o normă de produs scalar), produsul scalar care generează norma este unic ca o consecință a identității de polarizare. În cazul real, identitatea de polarizare este dată de:
{\displaystyle \langle x,y\rangle ={\frac {\|x+y\|^{2}-\|x-y\|^{2}}{4}},}
sau, echivalent, de
{\displaystyle {\frac {\|x+y\|^{2}-\|x\|^{2}-\|y\|^{2}}{2}}\qquad {\text{ sau }}\qquad {\frac {\|x\|^{2}+\|y\|^{2}-\|x-y\|^{2}}{2}}.}
În cazul numerelor complexe este dată de:
{\displaystyle \langle x,y\rangle ={\frac {\|x+y\|^{2}-\|x-y\|^{2}}{4}}+i{\frac {\|ix-y\|^{2}-\|ix+y\|^{2}}{4}}.}
De exemplu, cu p-norma cu p = 2 și vectorii reali x și y, calculul produsului scalar este:
{\displaystyle {\begin{aligned}\langle x,y\rangle &={\frac {\|x+y\|^{2}-\|x-y\|^{2}}{4}}\\[4mu]&={\tfrac {1}{4}}\left(\sum _{i}|x_{i}+y_{i}|^{2}-\sum _{i}|x_{i}-y_{i}|^{2}\right)\\[2mu]&={\tfrac {1}{4}}\left(4\sum _{i}x_{i}y_{i}\right)\\&=x\cdot y,\\\end{aligned}}}

care este produsul scalar standard al doi vectori.
O altă condiție necesară și suficientă ca să existe un produs scalar care induce norma dată {\displaystyle \|\cdot \|} este ca norma să satisfacă teorema lui Ptolemeu:
{\displaystyle \|x-y\|\,\|z\|~+~\|y-z\|\,\|x\|~\geq ~\|x-z\|\,\|y\|\qquad } pentru toți vectorii x, y, z.